# بمب‌گذاری‌های اهواز
انفجارهای اهواز به چندین عملیات تروریستی در سال‌های ۲۰۰۵ و ۲۰۰۶
در شهر اهواز گفته می‌شود.

## بمب گذاری‌ها

### ۱۲ ژوئن ۲۰۰۵
در این روز چهار انفجار در اهواز و یک انفجار در تهران، ساعاتی پیش از آغاز نهمین دوره انتخابات ریاست جمهوری ایران روی داد که به کشته شدن دست کم ۱۱ تن و زخمی شدن بیش از ۸۷ نفر انجامید. انفجار اول در استانداری خوزستان رخ داد. دو انفجار دیگر در نزدیکی یک مقام حکومتی و انفجار چهارم در نزدیکی خانه مسئول صداوسیمای ایران در خوزستان بود.

### ۱۵ اکتبر ۲۰۰۵
انفجار در یک مرکز خرید حداقل ۶ نفر را کشت و بیش از ۱۰۰ نفر را زخمی کرد. این انفجار در زمانی که افراد زیادی برای خرید مواد غذایی برای اولین روز ماه رمضان به فروشگاه آمده بودند رخ داد.

### ۲۵ژوئن ۲۰۰۶
دو انفجار حداقل نه نفر کشته و ۴۸ زخمی بر جا گذاشت. نخستین انفجار در محلهٔ کیان‌پارس و در داخل بانک سامان رخ داد که باعث کشته شدن ۹ نفر و زخمی شدن ۴۵ نفر شد. انفجار دوم در خیابان گلستان روی داد که هیچ کشته‌ای برجا نگذاشت.محمود احمدی‌نژاد رئیس جمهور وقت ایران قصد سفر به اهواز را داشت که برنامه او به علت وضعیت نامناسب جوی لغو شد مشاور احمدی نژاد ارتباط سفر احمدی نژاد با انفجارها را رد کرد و گفت سال قبل نیز چند انفجار در این منطقه اتفاق افتاده‌است. سایت اینترنتی یک گروه جدایی طلب با پذیرش ترورها این اقدام را حرکتی «قهرمانانه» برای آزادی اعراب از اشغال ایران دانست.

### ۲۷ فوریه ۲۰۰۶
دو انفجار در شهرهای آبادان و دزفول استان خوزستان رخ داد. هر دو انفجار در فرمانداری بود و سه زخمی برجا گذاشت.

### ۲مه ۲۰۰۶
ساعاتی پیش از اعدام یکی از عاملان یکی از انفجارهای سال قبل بمبی در محله کیان‌پارس منفجر شد که هیچ کشته‌ای برجا نگذاشت.

## برخورد با عاملان
دادگستری استان خوزستان در آذر ۱۳۸۵ اعلام کرد ۱۰ نفر از عاملان این انفجارها را پس از شناسایی و گذراندن مراحل دادگاه، به اعدام محکوم کرده است. اتهام این افراد محاربه و اقدام علیه امنیت ملی کشور بوده است.